# Gymnopilus microsporus
Gymnopilus microsporus là một loài nấm thuộc họ Cortinariaceae. Nó được nhà nghiên cứu về nấm Rolf Singer đặt tên vào năm 1951.